# Julius Lex
Julius Lex (* 1829; † April 1917 in Meschede) war ein deutscher Unternehmer.

## Leben
Lex war 1863 der Begründer einer Fabrik für Schuhspanner und Schuhleisten. Sie lag damals noch außerhalb der Ortschaft Meschede im Tal der Henne. Zunächst diente Wasserkraft als Antriebsenergie. Um die Jahrhundertwende wurde die Fabrik wegen des Baus der Hennetalsperre verlegt. Nach einem Brand 1895 ließ Lex den Betrieb wieder aufbauen. Nunmehr wurde Elektrizität als Energie genutzt.
Die Produkte wurden über Jahrzehnte auf dem nationalen und internationalen Markt abgesetzt. Es bestanden unter anderem Geschäftsbeziehungen in das Osmanische Reich, nach Frankreich und Indien. Nach dem Niedergang der örtlichen Textilindustrie entwickelte sich das Unternehmen nach bescheidenen Anfängen neben einer Zigarrenfabrik zum bedeutendsten Arbeitgeber in Meschede. Das Unternehmen beschäftigte in Spitzenzeiten etwa zweihundert Arbeiter.
Daneben gründete er 1868 eine Kommanditgesellschaft zum Abbau von Schiefer bei Silbach.
Seit 1871 gehörte er der Mescheder Stadtverordnetenversammlung an und war Mitglied des Kreistages und Kreisausschusses des Kreises Meschede.
Auch im Interesse seiner Firma setzte Lex den Bau eines Elektrizitätswerkes unterhalb des Hennesees auf seinem Firmengelände durch. Stadt und Firma Lex waren gleichberechtigte Gesellschafter des E-Werkes. Lex finanzierte die Turbinen und die Betriebsgebäude. Die Stadt gewährte für den Bau einen Zuschuss.
Daneben hatte er zahlreiche Ehrenämter inne. Über Jahrzehnte war er Direktor der Casinogesellschaft „Concordia“. Während des Ersten Weltkrieges engagierte er sich vor allem beim örtlichen Roten Kreuz.
Im Jahr 1910 wurde er zum Ehrenbürger von Meschede ernannt. Darüber hinaus wurde er mit mehreren Orden geehrt. Sein Grab auf dem Südfriedhof ist noch erhalten. Eine Straße erinnert in Meschede an ihn.
Das Werk beschäftigte im Zweiten Weltkrieg polnische Zwangsarbeiter. Ein solcher Arbeiter hat im Ringelblum-Archiv nach dem Oktober 1941 seine schriftliche Aussage hinterlassen.